# 제2차 세계 대전 중 소련군이 포로들에게 저지른 잔혹 행위
제2차 세계 대전 동안 소련은 전쟁 포로들(POW)에 대해 다양한 잔혹 행위를 저질렀다. 이러한 행위는 내무인민위원부(NKVD)와 붉은 군대에 의해 수행되었다. 경우에 따라 이 범죄는 이오시프 스탈린과 소련 지도부에 의해 제재되거나 직접 명령되었다.
독일이 소련을 침공하기 전, 최근에 폴란드 일부와 발트 3국을 병합한 소련은 1940년 카틴 학살, 8,000명의 폴란드 육군 장교를 포함한 20,000명 이상의 폴란드 시민에 대한 일련의 대규모 처형, 그리고 발트 3국 국가 장교들에 대한 소규모 학살을 자행했다. 독일의 침공 이후, 소련은 주로 독일 포로들에 대한 다양한 학살을 자행했다. 가장 악명 높은 사건으로는 페오도시야 학살(1941-1942)에서 160명의 부상당한 독일 군인들의 고문과 살해, 1943년 그리스키노 학살에서 596명의 추축국 포로와 민간인의 고문, 강간 및 살해가 있다. 소련 구금 중 사망한 독일 포로들의 추정치는 35만 명 이상에서 100만 명에 달한다. 소련 구금 중인 독일 포로와 이탈리아 포로의 사망률은 각각 30% 이상과 70% 이상으로 높은 수치를 기록했다. 이는 소련이 전쟁 포로에 대한 인도적 처우를 지지한다고 공개적으로 선언했음에도 불구하고 이루어진 것이다.
약 150만 명의 추축국 유럽 포로들이 소련에 항복한 후 사망한 것으로 추정된다.(pp. 237)

## 1939년–1941년

### 법적 틀
차르 정부는 1907년 헤이그 협약을 비준했지만, 소련은 1929년 제네바 전쟁 포로 협약에 서명하지 않았다. 1931년 소련은 제네바 협약과 유사한 "전쟁 포로 법령"을 통과시켰지만, 이는 군 장교들에게 관습적으로 부여되는 많은 특권을 명시적으로 금지했다.

### 폴란드
소련은 1941년 바르바로사 작전 전까지 제2차 세계 대전에 참전하지 않았다고 간주했지만, 1939년 9월 17일 이미 몰로토프-리벤트로프 조약에 따라 독일과 함께 폴란드를 침공했다.(pp. 20–21) 폴란드와 소련 모두 실제로 서로 전쟁을 선포하지 않았기 때문에 국제법상 소련에 구금된 폴란드 전쟁 포로의 지위가 다소 불분명했고, 소련이 이들을 포로가 아닌 "반혁명군"으로 분류하는 데 도움이 되었다.(pp. 22, 39-41)
소련은 종종 항복 조건을 지키지 않았다. 일부 경우에는 항복 후 폴란드 군인들에게 자유를 약속하고 무기를 내려놓으면 체포하기도 했다. 이는 브와디스와프 랑너 장군과 미에치스와프 스몰라윈스키 장군 등이 지휘하는 군인들에게도 발생했다.(pp. 23) 소련의 포로에 대한 처우에는 "총격이나 총검을 통한 고문, 굴욕, 강도 및 살해와 같은 보복"이 포함되었다.(pp. 41)(pp. 76-88) 일부 폴란드 군인들은 수많은 사건에서 체포된 직후 살해당했다.(pp. 41) 당시 소련 잔혹 행위의 가장 두드러진 희생자는 9월 22일 포로로 잡힌 요제프 올시나-윌친스키 장군이었으며, 그는 부관과 함께 심문을 받고 총살당했다.(pp. 23) 그 무렵 NKVD는 그로드노 전투 이후 포로로 잡힌 약 300명의 폴란드 수비대도 처형했다. 9월 24일, 후신 전투의 여파로 25명의 폴란드 포로가 살해당했다.(pp. 55) 9월 25일, 소련은 자모시치 인근 그라보비에츠 마을의 폴란드 군 병원에서 직원과 환자들을 살해했으며, 타데우시 피오트로우스키는 이와 관련하여 12명의 장교가 사망했다고 언급한다. 9월 28일 자크 전투에서 폴란드가 전술적으로 승리한 후, 빌헬름 오를릭-루에크만 장군이 이끄는 코퍼스 오크로니 포그라니차(KOP) 또는 국경 보호단 연합군이 소련 제52 소총사단을 격파하고 소련은 포로로 잡은 폴란드 장교들을 처형했으며, 18명의 희생자가 확인되었다. 또한 1939년 9월 28일, 폴란드 해군의 리바인 플로틸라에서 온 18명의 전쟁 포로들이 마카라니 학살 사건에서 학살당했다. 전체적으로 침공 기간 동안 소련과 우크라이나 민족주의자들에 의해 저항을 제공했다는 이유로 약 2,500명의 폴란드 군인이 다양한 처형과 보복으로 살해된 것으로 추정되며, 장교들은 일반 병사들보다 그러한 방식으로 살해될 가능성이 더 높았다.(pp. 23)

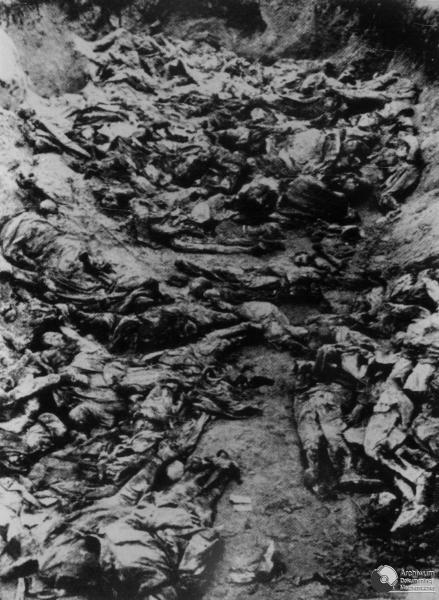
1943년 독일이 발굴한 카틴 숲의 폴란드 장교들의 집단 무덤

일부 하급 병사들(사병 및 부사관)은 약 6만 명으로, 결국 석방되기 전에 강제 노동자로 사용되었다. 일부 병사들은 소련의 극동 지역(코미 공화국)으로 이송되었다. 에드먼드 노왁에 따르면, 그들은 "비인도적인 대우, 극도로 힘든 노동 조건, 추위, 질병, 만성적인 기아로 인해 희생되었다"고 한다.(pp. 117)
소련의 가장 초기이자 가장 큰 전쟁 포로 범죄 중 하나는 침공 이후에 발생했다. 전쟁이 끝난 후, 소련은 수십만 명의 폴란드 전쟁 포로들을 처했다. 일부는 탈출하거나 독일 구금으로 이송되거나 석방되었지만, 125,000명은 NKVD가 운영하는 수용소에 수감되었다. 11월 중순까지 소련에 구금된 폴란드 포로의 수는 약 40,000명으로 감소했다.(pp. 42) 1939년 12월, 체포의 물결로 인해 추가적인 폴란드 장교들(약 천 명)이 투옥되었다. 1939년 10월부터 1940년 2월까지 수용소에서 폴란드인들은 공산주의와 소련의 우정을 받아들이기 위해 긴 심문과 지속적인 정치적 압력을 받았다. 포로가 친소련적인 태도를 신속하게 채택하도록 유도할 수 없다면, 그는 "강고하고 타협하지 않는 소련 권위의 적"으로 선언되었다.(pp. 65–70)(pp. 117–119, 126) 1940년 3월 5일, 소련 공산당 중앙위원회 정치국은 점령된 서부 우크라이나와 벨라루스의 수용소와 감옥에 보관된 2만 명 이상의 폴란드 "민족주의자이자 반혁명가"들을 처형하라는 명령에 서명했다.("소련 권위의 적"으로 선언됨)(pp. 77–82) 그 결과 발생한 학살은 약 22,000명의 폴란드 지식인들, 특히 1939년 9월 침공으로 인한 장교 8,000여 명 (주로 전쟁 포로들을) 포함한 일련의 대량 처형으로 1940년 4월과 5월에 NKVD에 의해 자행된 카틴 학살로 알려져 있다. 이는 잠재적인 미래의 폴란드 군대의 재능을 상당 부분 박탈하고 소련 통치에 대한 미래의 반대를 줄이기 위한 것이었으며, 점령된 영토에서의 광범위한 폴란드 국민 억압 계획의 일환이었다.(pp. 23)(pp. 46)
전반적으로 소련 수용소의 폴란드 포로 상황은 독일 수용소의 포로들보다 훨씬 더 나빴으며, 대부분의 폴란드 포로들이 독일 수용소에 머무는 시간이 훨씬 짧았다. 독일 수용소에 있는 폴란드 포로들 중 약 2-3%가 전쟁 중 사망했으며, 노왁에 따르면 "소련 포로에 남아 있는 [폴란드] 포로들의 사망률은 훨씬 더 높았다"고 한다.(pp. 125–126) 대부분 카틴 학살로 사망한 장교들의 경우 97%에 달했다.(pp. 125–126) "1939-1941년 추방자와 포로들의 사망률"에 대한 더 일반적인 추정치에 따르면, 성인은 20%, 어린이는 30%의 사망률을 보였다. 군 입대자의 사망률은 35%에서 40%로 추정되었다.

### 발트 3국
소련은 1940년 발트 3국을 점령함에 따라 이들 군대의 포로들에 대해서도 잔혹한 행위를 저질렀다. 예를 들어, 라트비아 장교 200명은 리테네에서, 80명은 리가에서 총에 맞았고, 560명은 시베리아 굴라그로 추방되었다. 이오시프 스탈린이 사망한 후 시베리아에서 돌아온 장교는 90명에 불과했다. 2,000명의 리투아니아 장교와 4,500명의 군인이 소련 수용소에 수감되었으며, 대부분이 그곳에서 사망한 것으로 추정된다. 유호노보 수용소에는 약 1,000명의 발트해 장교가 수용되었으며, 사망률은 약 90%였다.(p. 49)

## 독일의 소련 침공 (1941) 이후
독일 침공 직후, 소련은 전쟁 포로의 처우와 관련된 법률을 개정했다. 중요한 변화 중 하나는 NKVD를 소련에서 전쟁 포로를 담당하는 조직으로 공식적으로 인정하는 것이었다.(p. 125)
제2차 세계 대전 동안, 독일 국방군 전쟁범죄국은 추축국 포로들에 대한 범죄 보고서를 수집하고 조사했다. 알프레드 드 자야스에 따르면, "러시아 작전 동안 독일 포로들에 대한 고문과 살해에 대한 보고는 멈추지 않았다. 전쟁 범죄국은 다섯 가지 주요 정보 출처를 가지고 있었다: (1) 포착한 적 문서, 특히 명령서, 작전 보고서, 선전 전단 등; (2) 가로챈 라디오와 무선 메시지; (3) 소련 전쟁 포로들에 대한 증언; (4) 탈출한 포로 독일인들에 대한 증언; (5) 처형된 포로들의 시신이나 훼손된 시신을 본 독일인들에 대한 증언. 1941년부터 1945년까지 독일 전쟁 범죄국은 수천 개의 증언, 보고서, 그리고 체포된 문서를 수집했으며, 이는 독일 전쟁 포로들이 체포되거나 심문 직후에 살해된 것이 단독 사건이 아님을 나타낸다. 프랑스, 이탈리아, 북아프리카 전쟁과 관련된 문서에는 독일 전쟁 포로들의 고의적인 살해에 대한 일부 보고서가 포함되어 있지만, 동부 전선에서의 사건과는 비교할 수 없다."(pp. 164-165)
1941년 11월 보고서에서 전쟁범죄국은 "붉은 군대가 무방비 독일 전쟁 포로들과 독일 의료단원들에 대한 테러 정책을 사용하고 있다. 동시에 적군은 다음과 같은 위장 수단을 사용했다: 1941년 7월 1일자 인민위원평의회의 승인을 받은 붉은 군대 명령에서는 국제법 규범이 공개되며, 이는 헤이그 육상전 규정의 정신에 따라 붉은 군대가 따라야 한다. 이 러시아 명령은 아마도 거의 배포되지 않았을 것이며, 분명히 전혀 따르지 않았을 것이다. 그렇지 않았다면 말로 표현할 수 없는 범죄는 발생하지 않았을 것이다."라고 고발했다.(pp. 178)
증언에 따르면 소련의 독일, 이탈리아, 스페인 및 기타 추축국 포로 학살은 종종 스탈린과 정치국의 명령에 따라 행동했다고 주장하는 부대 인민 위원들에 의해 선동되었다. 다른 증거들은 스탈린과 소련 공산당 중앙위원회 정치국이 포로 학살에 대해 비밀 명령을 내렸다는 전쟁범죄국의 믿음을 확고히 했다.(pp. 162-210) 그러나 카틴에서 폴란드 포로를 처형한 것과는 달리, 독일인에 관한 스탈린이나 소련 고위 관리들의 지시는 발견되지 않았다. 그러나 이러한 명령이 존재하지 않음에도 불구하고 잔인하고 단순한 선전에 고무된 많은 하급 장교와 군인들은 독일 포로의 처형이 비공식적으로 예상되거나 제재될 수 있다고 믿었다. 전쟁 초기에는 1941년 11월 6일 스탈린의 연설을 통해 이러한 행동의 정당성을 입증했다. 스탈린은 "지금부터 우리 임무에서 미군과 해군의 전투원, 지휘관, 정치 노동자들의 임무는 조국 영토에 침입한 모든 독일인을 박멸하는 것이다. 독일 침략자들에 대한 자비는 없다! 독일 침략자들에게 죽음을!"이라고 말했다. 얼마 지나지 않아 소련 관리들은 이러한 접근 방식이 전쟁 포로 처형으로 이어진다는 것을 깨닫고 독일 군인들이 항복할 가능성을 줄였다. 그 결과 1942년 2월 스탈린은 또 다른 연설을 통해 포로를 잡도록 명시적으로 장려했다.
독일 포로들의 맥락에서, 그루네발트는 이 주제에 헌정된 논문에서 "경제 현실, 보복이 아니라, 독일 포로들에 대한 [소련] 정책과 관행이 동기부여가 되었다"고 주장했다. 그는 엄청난 규모의 독일군이 소련 포로들에게 저지른 잔혹 행위에도 불구하고, 독일 포로들에 대한 소련의 대우는 보복에 의해 크게 동기부여되지 않았다고 지적했다. 그루네발트는 또한 소련 당국이 일반적으로 "자신들의 포로들에 대해 유사한 행동을 취함으로써 대응하지 않았으며, 제네바 협약의 기준(비록 소련이 서명국이 아님에도 불구하고)을 상당 부분 준수하여 장교들을 입대 군인들로부터 분리하고, 장교들의 노동을 면제하며, 포로들에게 자국 군대 내 동등한 계급과 동등한 대우를 주려고 노력했다"고 지적했다. 그 후, 강제 노동 체제에서 소련 당국은 국제 공공 관계에 대한 잠재적 결과를 고려하여 외국 포로들의 복지에 소련 수감자들보다 더 많은 자원을 지출했다.(pp. 3-4) 마크 에델은 전쟁 초기에 독일 포로들에 대한 소련의 정책과 행동이 일관되지 않았으며, 전반적으로 "소련 전쟁 범죄는 부인될 수도 없고 부인되어서도 안 되지만, 독일인들의 계획된 학살 전쟁보다는 다른 시간과 장소에서 포로 처형과 공통점이 더 크다. 그리고 소련에 의한 포로 살해와 살해는 독일인들의 유사한 행동보다 덜 흔했다"고 지적했다.
맥켄지에 따르면, 소련이 전쟁 포로들에 대해 저지른 많은 범죄는 독일인들을 인간이 아닌 것으로 묘사하는 집중적인 선전의 결과였다고 한다. (여기서는 유사한 독일 선전을 모방한다) 그는 전쟁 말기에 독일군과 다른 추축국 포로들의 상황이 개선되었으며, 소련이 이들을 강제 노동자로 소련 경제에 더 효율적이고 의도적으로 통합하기 시작했다고 지적한다. 그러나 이러한 포로들의 조건은 매우 가혹했으며, 굶주림, 질병 또는 동결 조건으로 인한 사망이 흔했다.
소련 자료에 따르면 전쟁에서 포로로 잡힌 3,350,000명의 독일군 중 381,000명이 사망한 것으로 기록되어 있다. 그러나 일부 독일 추정치는 더 높아서 사망자 수가 백만 명에 달할 것으로 추정된다. (독일 MIA를 고려할 때, 뤼디거 오버만스와 같은 일부 학자들은 이를 문서화되지 않은 포로 사망으로 보고 있다)(pp. 3) 발레리 제네비에브 헤베르트는 "소련 지배하에 있는 독일 전쟁 포로들의 운명에 대한 일반적인 합의는 315만 명이 사망했으며, 주로 1943년 1월 이후에 120만 명이 사망한 것"이라고 언급했다.(p. 261)
소련이 보유한 독일 군인의 사망률은 마크 에델에 의해 15%, 니얼 퍼거슨에 의해 35.8%로 추정되었다. 소련이 억류한 이탈리아 포로의 사망률은 79%(토마스 슐레머에(pp. 153) 의해 56.5%로(pp. 200–201) 추정됨)로 훨씬 더 높은 추정치가 제시되었다. 루마니아(29%)와 헝가리(10.6%) 군인의 사망률도 높았다.(pp. 200–201) 이탈리아군의 높은 사망률은 혹독한 겨울 한가운데 겨울 장비가 거의 없는 상황에서 포로로 잡혔기 때문이며, 소련은 포로를 위해 예비할 자원이 거의 없었기 때문이다. 수만 명이 포로로 잡힌 직후 질병과 기아로 인해 얼어붙거나 사망한 것으로 추정된다.(pp. 200–201)

### 주목할 사건들

#### 페오도시야 학살

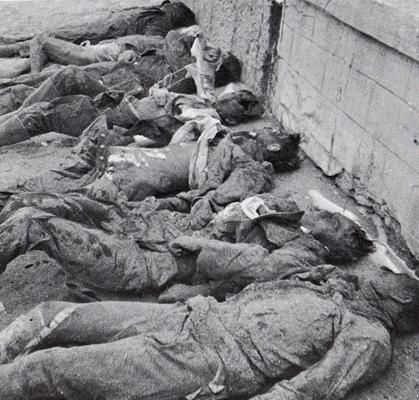
해안의 중앙 병원 앞에 있는 페오도시야 학살 사건의 시신들

소련 군인들은 부상당한 독일 포로들을 치료하는 데 거의 신경 쓰지 않았다. 특히 악명 높은 사례는 1942년 12월 29일 크림반도 도시 페오도시야가 소련군에 의해 잠시 탈환된 후에 발생했다. 후퇴하던 독일군은 160명의 부상당한 병사들을 군 병원에 남겼다. 독일군이 페오도시야를 탈환한 후, 모든 부상당한 병사들이 적군, 해군, NKVD 요원들에 의해 학살당했다는 사실이 밝혀졌다. 일부는 병상에서 총에 맞았고, 다른 병사들은 반복적으로 구타를 당해 사망했으며, 다른 병사들은 병원 창문에서 던져진 후 저체온증으로 사망할 때까지 얼어붙은 물에 반복적으로 젖어 있는 것으로 밝혀졌다.(pp. 180-186)

#### 그리스키노 학살
그리스키노 학살은 1943년 2월 우크라이나 동부 포크로우스크(그리스키노로도 알려진)에서 적군의 기갑 사단(소련 제4근위대 전차단)에 의해 자행되었다. 소련은 1943년 2월 10일과 11일 밤에 이 지역을 장악했지만, 1943년 2월 18일 독일 제5SS기갑사단 비킹에 의해 333 보병사단과 제7기갑사단의 지원으로 밀려났다. 독일 전쟁범죄국은 수많은 포로의 시신을 발견했다고 발표했으며, 많은 포로들이 끔찍한 고문을 당했다. 많은 시신이 끔찍하게 훼손되었고, 귀와 코가 잘리고 생식기가 절단되어 입에 박혔다. 일부 간호사의 가슴은 잘려나갔고, 여성들은 잔인하게 강간당했다. 주요 기차역 지하실에는 약 120명의 독일인이 큰 창고에 갇혀 기관총으로 베어졌다. 희생자 중에는 독일군 406명, 토트 조직원(덴마크 국적 2명 포함) 58명, 이탈리아군 89명, 루마니아군 9명, 헝가리군 4명, 독일 공무원 15명, 독일 민간인 7명, 우크라이나 자원봉사자 8명이 포함되어 있었다.(pp. 180-186)

## 전후
전쟁 직후 일부 독일과 일본 포로들은 석방되었다. 그러나 다른 많은 포로들은 조국이 항복한 후에도 오랫동안 굴라그에 남아 있었다. 독일과 일본 포로들의 마지막 그룹은 1956년에야 소련에서 본국으로 송환되었다.(pp. 3)(p. 192)
적 포로에 대한 학대 외에도 스탈린을 포함한 현대 소련 지도자들은 항복한 소련 군인들을 반역자로 간주했다.(pp. 381–382) 무어는 "적의 손에 넘어간 병사들에 대한 모스크바의 태도는 극단적으로 잔인했다"고 언급했다.(pp. 381–382) 전쟁 초기인 1941년 8월, 소련은 포로로 잡힌 모든 사람들을 탈환 시 즉결 처형 대상인 악의적 탈영병으로 분류하는 명령 270호를 발표했다. 전쟁 첫 몇 달 동안에만 10,000명이 처형되었다.(pp. 381–382) 맥켄지는 "1945년까지 독일 포로 생활에서 살아남은 사람들은 즉시 굴라그로 보내졌다"고 언급했지만, 무어는 귀환자의 약 17%만이 그 운명을 겪었고 비슷한 숫자가 형벌 대대로 이어졌다고 언급했다. 나머지는 다양한 차별을 겪었으며, 그 중 일부(전체 송환된 소련 시민, 민간인, 포로 중 약 6%)는 "처분을 위해 NKVD로 이송"되었다.(p. 394) 대부분은 외딴 지역에 정착해야 했고, 정기적인 통제를 받았으며, (소련이 무너진 후에도) 대부분의 다른 나라에서 흔한 보상 지급을 거부당했다.(p. 7)(p. 139)
소련은 또한 독일군으로부터 확보한 서방 연합군 포로의 송환을 지연시켜 사실상 정치 협상에서 인질로 취급한 후, 종종 원치 않는 소련 국적자와 연합군이 억류한 코사크족을 마지못해 석방했다.(pp. 335)(pp. 387–389) 일부 협력자들은 처형되었으며, 이들의 수는 수만 명으로 추정된다.(p. 9, 15)

## 역사 편찬
나치 정권에 대한 공개적인 비난으로 인해 소련의 전쟁 포로 범죄에 대한 연구가 지연되었고, 수년 동안 나치 선전이 관련된 소련의 잔학 행위에 대한 주장을 제기하면서, 독일 기록의 "선전주의 오염"으로 이어졌다. 이러한 주장은 결국 독일 및 서구 역사, 특히 마크 에델이 언급한 것처럼, 소련에서는 "영광스러운 붉은 군대가 전쟁 범죄를 저질렀다는 주장은 비방적인 적의 선전으로 간주되었다"고 받아들여졌다. 이러한 범죄가 발생했다는 사실을 부인하는 것은 현대 러시아에서는 여전히 드문 일이 아니며, 러시아에서는 이 주제에 대한 연구가 어렵다. 에델은 2010년대 중반 현재 러시아 국방부 중앙 기록 보관소가 여전히 "이런 종류의 연구에는 폐쇄된 상태"라고 언급했다.

## 소련 공식 성명과의 관계
소련은 1929년 제네바 전쟁 포로 협약에 서명하지 않았지만, 소련 관리들은 전쟁 초기에 차르 정부가 비준한 1907년 헤이그 협약을 존중할 의도가 있다고 주장했다. 또한 포로 처우에 대한 소련의 공식 규정은 헤이그 원칙에 부합한다고 주장했다. 그러나 학자들은 소련이 포로에 대한 인도적 대우를 공개적으로 지지한다고 선언하면서도 이를 일상적으로 무시하고 다양한 잔혹 행위를 저질렀다고 지적했다. 파벨 폴리안은 다양한 법령이 국제 사회에 전파하기 위한 선전에 의해 의도되었으며, 다른 법령들은 실제로 시행되었다고 관찰했다.(p. 128) 조지 샌포드는 포로에 관한 소련의 공개 선언과 법률이 "선전을 위한 소련의 '큰 거짓말'의 일부"라고 썼다.(pp. 41) 찰스 롤링스는 소련이 추축국들과 함께 "[제네바] 조항을 어느 정도 무시했다"고 언급했다.(pp. 4–5) 마찬가지로 사이먼 맥켄지는 "[소련은] 전쟁 포로 처우의 맥락에서] 인도주의 원칙에 대한 헌신을 선언했지만, 주로 외국 선전 목적을 위한 것이었다"고 언급했다. 수잔 그룬왈드 역시 소련 관리들이 "독일 포로에 대한 의도적인 보복적 대우가 국제 관계의 재앙이 될 것임을 인식했다"며, 특히 전쟁 말기와 초기 냉전 시기에 소련을 "평화를 사랑하는 국가"로 묘사하는 소련의 선전과 충돌할 것이라고 언급했다. 그러나 위에서 언급한 다른 저자들과는 달리, 그녀는 이러한 동기를 독일 포로를 잘 대우하기 위한 소련의 진정한 노력에 대한 설명으로 인용했다.(pp. 3-4)
소련의 핀란드 전쟁 포로들에 대한 대우는 추축국 군인들에 대한 예외로 묘사되어 왔다. 이들은 독일군이나 이탈리아군보다 더 나은 대우를 받았으며, 전쟁이 끝난 후 곧바로 송환되었다.(p. 10)

## 같이 보기
- 제2차 세계대전 중 연합군의 전쟁 범죄(영어판)
- 러시아-우크라이나 전쟁 중의 잔혹 범죄(영어판)
- 저주받은 병사들
- 독일군이 소련 포로들에게 저지른 잔혹 행위(영어판)
- 내무인민위원부의 수감자 학살(영어판)
- 소련 러시아와 리투아니아의 폴란드 포로와 수용자(1919-1921)(영어판)
- 제2차 세계대전의 포로들(영어판)
- 소련의 전쟁 범죄
- 빌헬름 호젠펠트